# نوری جراح
نوری الجراح (زادهٔ ۱۹۵۶ میلادی در دمشق) شاعر سوری مقیم انگلستان است.

## زندگی
نوری الجراح در سال ۱۹۵۶ در دمشق زاده شد. او از جمله ادیبانی است که بارها به غرب مهاجرت کرده و هم‌اکنون مقیم لندن است و فعالیت‌های مختلفی در زمینهٔ شعر مهجر در عرصهٔ مطبوعات و سمینارها داشته‌است.
جراح به ایران نیز آمده‌است. او در سال ۱۳۸۹ برای شرکت در نخستین همایش «شاعران ایران و جهان» که از ۲۸ فروردین تا اول اردیبهشت که در سه شهر تهران، اصفهان و شیراز برگزار شد به ایران آمد و همچنین در رونمایی از ترجمهٔ آثارش در ایران نیز شرکت کرد.
منتقدات جراح را به عنوان یکی از برجسته‌ترین چهره‌های نسل سوم شعر عرب می‌دانند. اغلب اشعار او را حمزه کوتی و مهدی فرطوسی از مترجمان اهوازی به فارسی ترجمه کرده‌اند.

## سبک شعری
به باور شاعران، شعر نوری جراح مرکزگریز است؛ چه بسا مضمون پارهٔ دوم شعر به پارهٔ نخست بی‌ارتباط جلوه کند اما شاعر در پی وصف احساسی ویژه‌است. جراح حالت‌های درونی خودش را با استفاده از کهن‌الگوهایی که در میان مردم شناخته شده‌اند و مقبولیت دارند، بیان می‌کند.
در دهه هشتاد نوری جراح به بیروت می‌رود و مشغول به روزنامه‌نگاری می‌شود و در آن‌جا مجلهٔ فکر که یک مجلهٔ ادبی بود را راه‌اندازی کرد؛ سپس از بیروت خارج شده و به قبرس می‌رود و سپس به لندن مهاجرت می‌کند و در حدود سال ۱۹۸۶ در مجلهٔ الحوادث و روزنامه الحیاة مشغول می‌شود.

## آثار
نوری جراح با همکاری «المؤسسة العربیة للدراسات و النشر» بیروت جدیدترین دفتر شعر خود را با عنوان حدائق هاملت در ۱۱۵ صفحه منتشر کرد.
از دفترهای شعر وی می‌توان به این موارد اشاره کرد:
- نشید صوت(۱۹۹۰)،
- طفولة موت(۱۹۹۲)،
- القصیدة و القصیدة فی المرآة
- صعود ابریل(۱۹۹۵)
- الحدیقةالفارسیه (به فارسی: باغ پارسی). این کتاب با مقدمه‌ای از عطاءالله مهاجرانی نوشته شده‌است. مترجم این کتاب گفته‌است که برای اولین بار است که شعرهای نوری جراح در قالب یک کتاب به فارسی ترجمه می‌شود، برای این‌که این کتاب بتواند مجوز چاپ دریافت کند مترجم ناچار شد ۱۰ تا ۱۵ صفحه از آن را حذف کند و در مواردی، بخش‌هایی از شعرها را نیز حذف کرده‌است.[۵]